# Vidigal
Vidigal és un barri de la Zona Sud del municipi del Rio de Janeiro, al Brasil. La seva favela és el Morro del Vidigal, que va donar origen al barri del Vidigal. El barri i la comunitat del Vidigal, encara que pobres, com tota favela, se situen entre els barris més nobles del Rio, com Leblon i São Conrado, sobre el Morro Dos Irmaos; És un reducte de diversos animals i plantes de la Mata Atlàntica.
El seu IDH, l'any 2000, era de 0,873, el 38è millor del municipi de Rio de Janeiro (resultat obtingut ja que, el càlcul del seu IDH va ser fet juntament amb São Conrado). Fins als anys 2000 era només una favela, però amb l'expulsió del tràfic de drogues el barri comença a tenir un lent i gradual procés d'urbanització, tenint en compte el seu potencial immobiliari i turístic. Té actualment el 21è metre quadrat més valorat de la ciutat, costant en mitjana R$ 6.706, estant R$ 2.800 per sobre de la mitjana de la ciutat (R$ 3.853).
Considerat per molts una postal de la ciutat de Rio i un lloc favorable a la pesca, va guanyar fama ràpidament per ser un òptim lloc per a contemplar el mar. En una perspectiva romàntica, algunes persones afirmen que la vista del mar des del Vidigal és de més bonica de la ciutat de Rio.

## Topònim
Vidigal va guanyar aquest nom en referència al ex-comandant de la Policia Militar de l'Estat de Rio de Janeiro en el segle xix, el major Miguel Nunes Vidigal, que, pels seus serveis, va rebre com a present dels monjos benedictins, el 1820, un terreny al peu del Morro Dos Irmaos, el qual va ser ocupat per barraques a partir de 1940, donant origen a l'actual favela.

## Seguretat
Durant moltes dècades, juntament amb altres faveles, Vidigal va ser considerat un dels llocs més perillosos de Rio, a causa de guerra entre traficants, però el 18 de gener de 2012 la comunitat va passar a ser atesa per la 19a UPP.